# Kenneth Myers
Kenneth Myers (Norristown, 10 agosto 1896 – 22 settembre 1974) è stato un canottiere statunitense.

## Palmarès

### Olimpiadi
- Oro a Los Angeles 1932 nel due di coppia.
- Argento a Anversa 1920 nel quattro con.
- Argento a Amsterdam 1928 nel singolo.